# 達韋角
61°58′S 58°34′W / 61.967°S 58.567°W
達韋角（Davey Point），是南極洲的海岬，位於南設得蘭群島的喬治王島北岸，處於朗德角西南面6公里，被國際鳥盟列為重點鳥區，是約2萬雙南極企鵝的棲息地，現時由南極條約體系管理。